# Władimir Agapiejew
Władimir Pietrowicz Agapiejew, ros. Владимир Петрович Агапеев (ur. 9 czerwca 1876 w Warszawie, zm. 6 maja 1956 w Buenos Aires) – generał porucznik Armii Imperium Rosyjskiego.

## Życiorys
Urodził się 9 czerwca 1876 roku w Warszawie, stolicy ówczesnego Królestwa Polskiego. W 1893 roku ukończył 1 Sankt Petersburski Korpus Kadetów, a dwa lata później Nikołajewską Szkołę Kawalerii w Sankt Petersburgu. Służył w Lejb-Gwardyjskim Pułku Ułanów Jego Wysokości. W 1901 roku ukończył Nikołajewską Akademię Sztabu Generalnego w Sankt Petersburgu. 
W latach 1904–1905 wziął udział w wojnie rosyjsko-japońskiej. W 1905 roku został szefem sztabu 3 Zaamurskiej Brygady. Od 1907 roku był attaché wojskowym w Królestwie Serbii, zaś od 1909 roku w Belgii, a następnie w Holandii. Awansował do stopnia pułkownika. Po wybuchu I wojny światowej objął funkcję szefa sztabu 10 Dywizji Kawalerii. W 1915 roku w stopniu generała majora został dowódcą 2 Lejb-Huzarskiego Pawłogradzkiego Pułku. Od 1916 roku był szefem sztabu VI Korpusu Kawalerii, zaś od pocz. 1917 roku – XXXV Korpusu Armijnego.
W połowie 1917 roku został szefem sztabu I Korpusu Polskiego w Rosji. Dowódca korpusu, generał porucznik Józef Dowbor-Muśnicki napisał o nim: „był wyjątkowo porządnym i lojalnym względem nas człowiekiem”. Generał Dowbor-Muśnicki wyznaczył go na tak eksponowane stanowisko z uwagi na brak Polaków - oficerów Sztabu Generalnego. Za działalność na stanowisku szefa sztabu korpusu odznaczony został w 1922 Krzyżem Walecznych.
Po rozbrojeniu przez Niemców Korpusu w maju 1918 roku, przyjechał do Charkowa, gdzie wstąpił do armii białych gen. Antona I. Denikina. Pod koniec 1918 roku przybył do sztabu wojsk białych w Jekaterinodarze. W styczniu 1919 roku został szefem sztabu II Korpusu Armijnego. W kwietniu tego roku, kiedy gen. Władimir Z. Maj-Majewski, dotychczasowy dowódca II Korpusu, objął dowództwo armii białych, gen. A. I. Denikin nie zgodził się na mianowanie gen. Agapiejewa szefem sztabu. Został on przesunięty do oficerskiej rezerwy, po czym w sierpniu 1919 r. objął funkcję wojskowego przedstawiciela białych przy dowództwie alianckim w Konstantynopolu. Po zwolnieniu go z tej funkcji przez gen. Piotra N. Wrangla w marcu 1920 roku, udał się do Królestwa SHS, gdzie zamieszkał w Belgradzie. Działał w IV Oddziale Rosyjskiego Związku Ogólnowojskowego. Jednocześnie pracował w wojskowym instytucie topograficznym.
Po ataku wojsk niemieckich na Jugosławię i jej kapitulacji w kwietniu 1941 r., wstąpił do nowo formowanego Rosyjskiego Korpusu Ochronnego jako szeregowy, pomimo 65 lat. Kiedy okazało się, że Korpus nie zostanie wysłany na front wschodni przeciw Armii Czerwonej, przybył jesienią 1942 roku do Austrii, gdzie mieszkał do końca wojny. Po jej zakończeniu wyjechał do Chile. W 1950 roku zamieszkał w Argentynie, gdzie zmarł w Buenos Aires, 6 maja 1956 roku.